# Sete maravilhas de Campinas
As Sete maravilhas de Campinas foram escolhidas num concurso promovido na internet pelo jornal Correio Popular e página de Internet Cosmo OnLine entre 1 e 12 de julho de 2007. Foram computados 13.314 acessos - como cada acesso dava direito a sete escolhas, foram computados 93.198 votos. O resultado da votação foi o seguinte:

## Colocações
| Ordem | Nome                   | Votos | Ano de conclusão | Bairro          | Geocoordenadas              |
| ----- | ---------------------- | ----- | ---------------- | --------------- | --------------------------- |
| 1ª    | Estação Cultura        | 7.297 | 1872             | Centro          | 22º54'30.51"S 47°04'02.54"W |
| 2ª    | Catedral Metropolitana | 6.735 | 1883             | Centro          | 22º54'21.64"S 47º03'38.06"W |
| 3ª    | Parque Portugal        | 6.559 | 1972             | Taquaral        | 22º52'29.59"S 47º03'00.01"W |
| 4ª    | Jockey Club            | 5.685 | 1925             | Centro          | 22°54'09.87"S 47°03'34.09"W |
| 5ª    | Mercadão               | 5.674 | 1908             | Centro          | 22º54'12.81"S 47°03'49.87"W |
| 6ª    | Escola de Cadetes      | 5.420 | 1967             | Jardim Chapadão | 22º52'57.22"S 47°04'51.77"W |
| 7ª    | Torre do Castelo       | 5.105 | 1940             | Jardim Chapadão | 22°53'24.02"S 47°04'37.09"W |

## Galeria

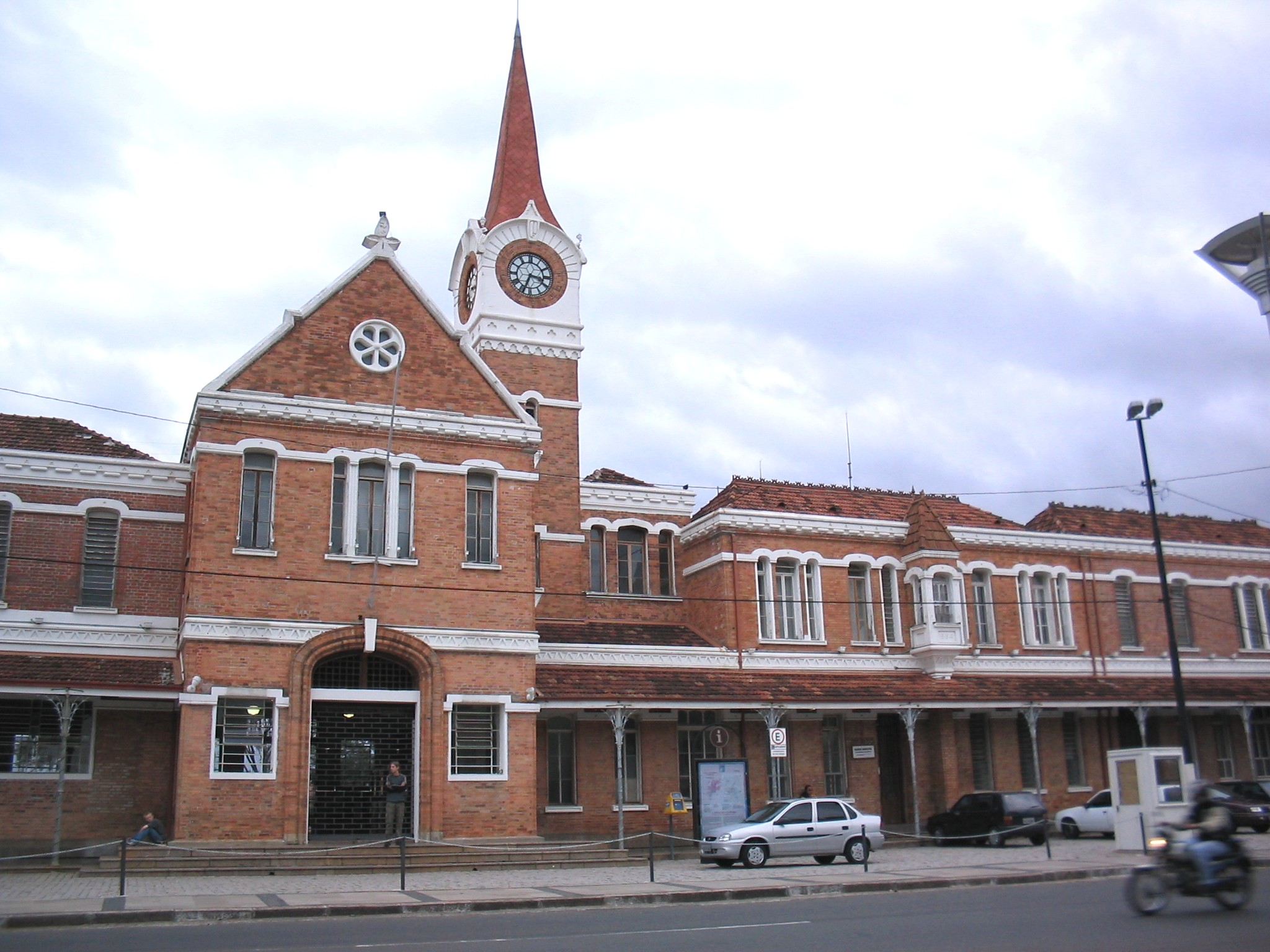
1º lugar - Estação Cultura.
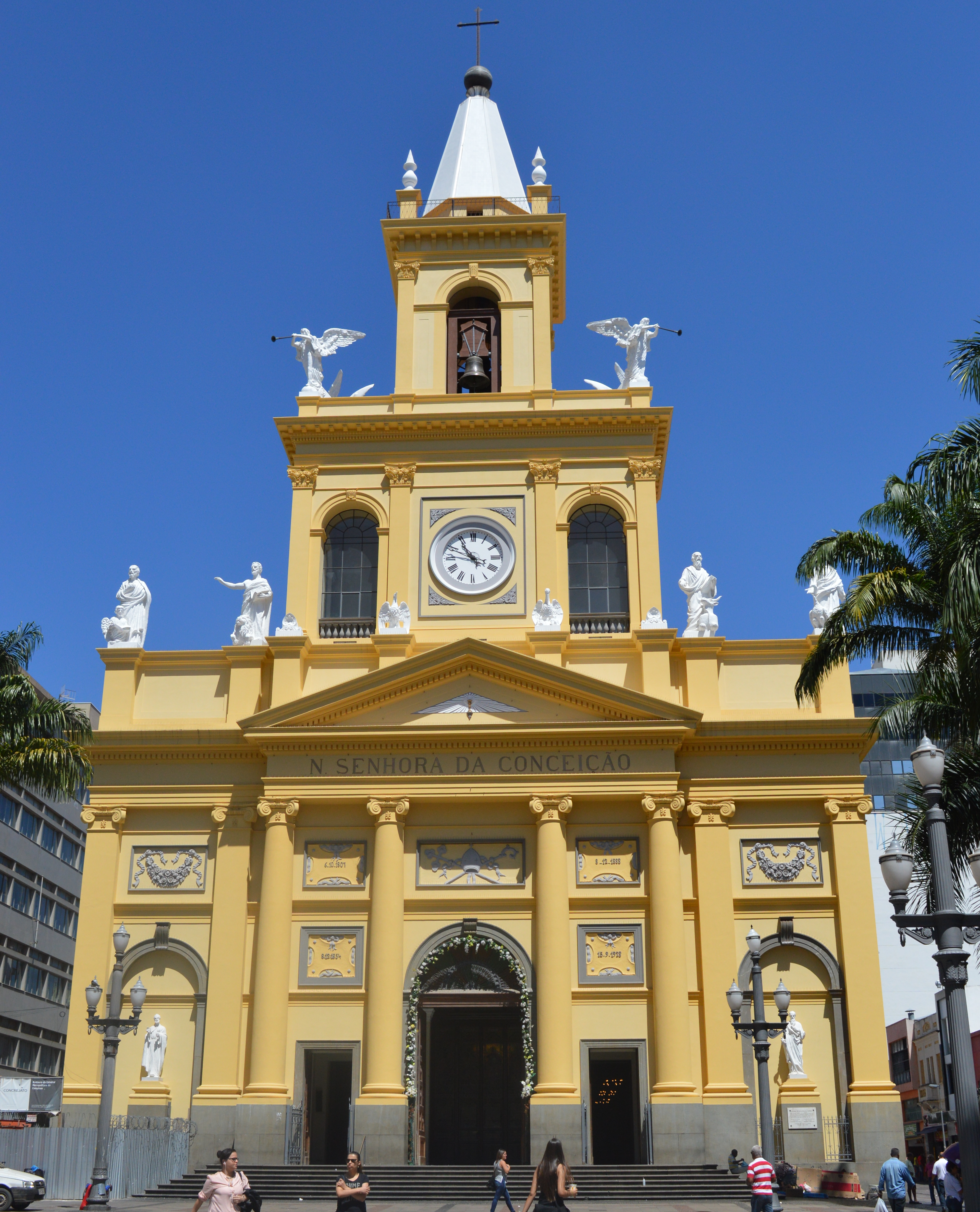
2º lugar - Catedral Metropolitana.
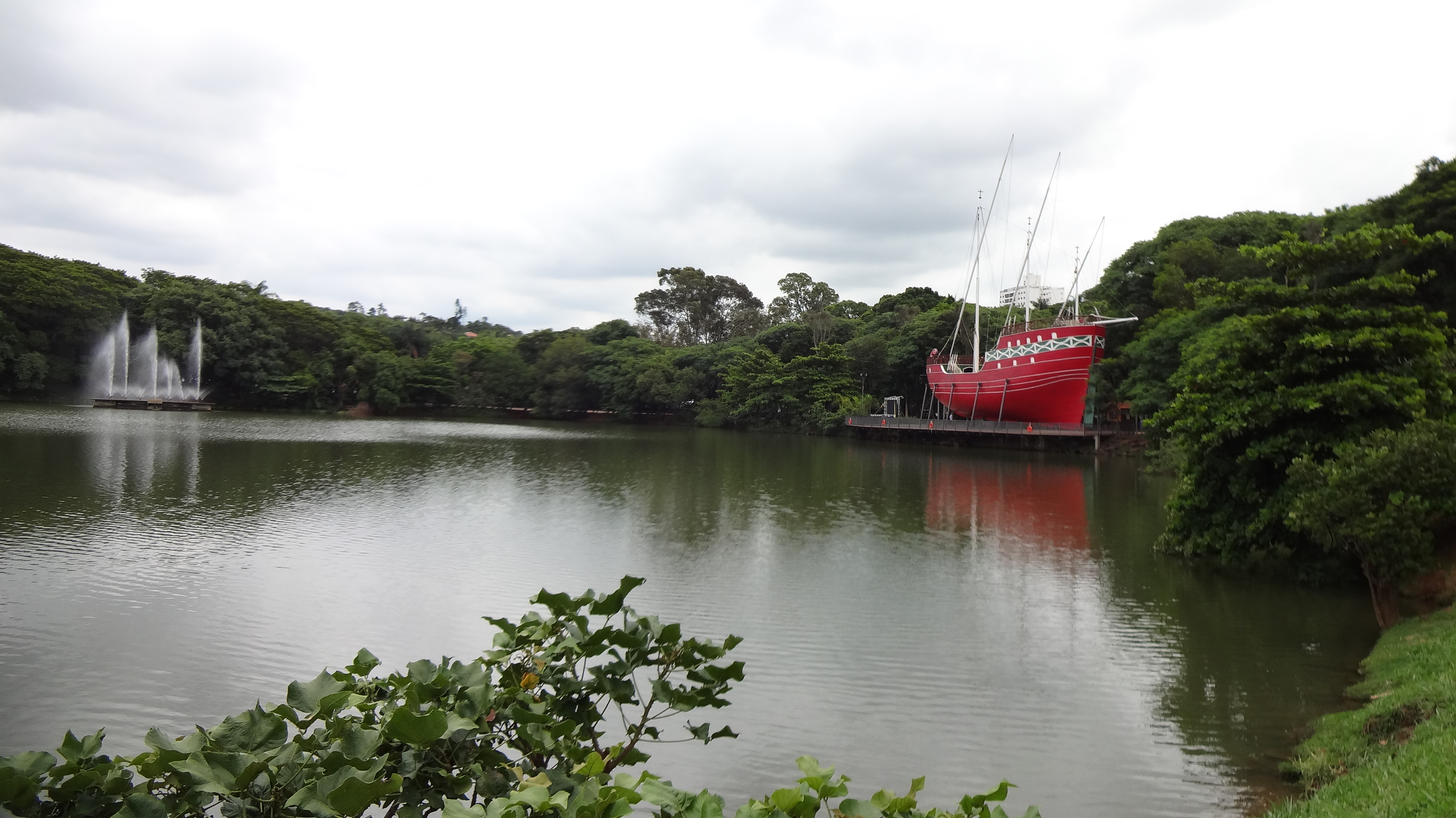
3º lugar - Parque Portugal.
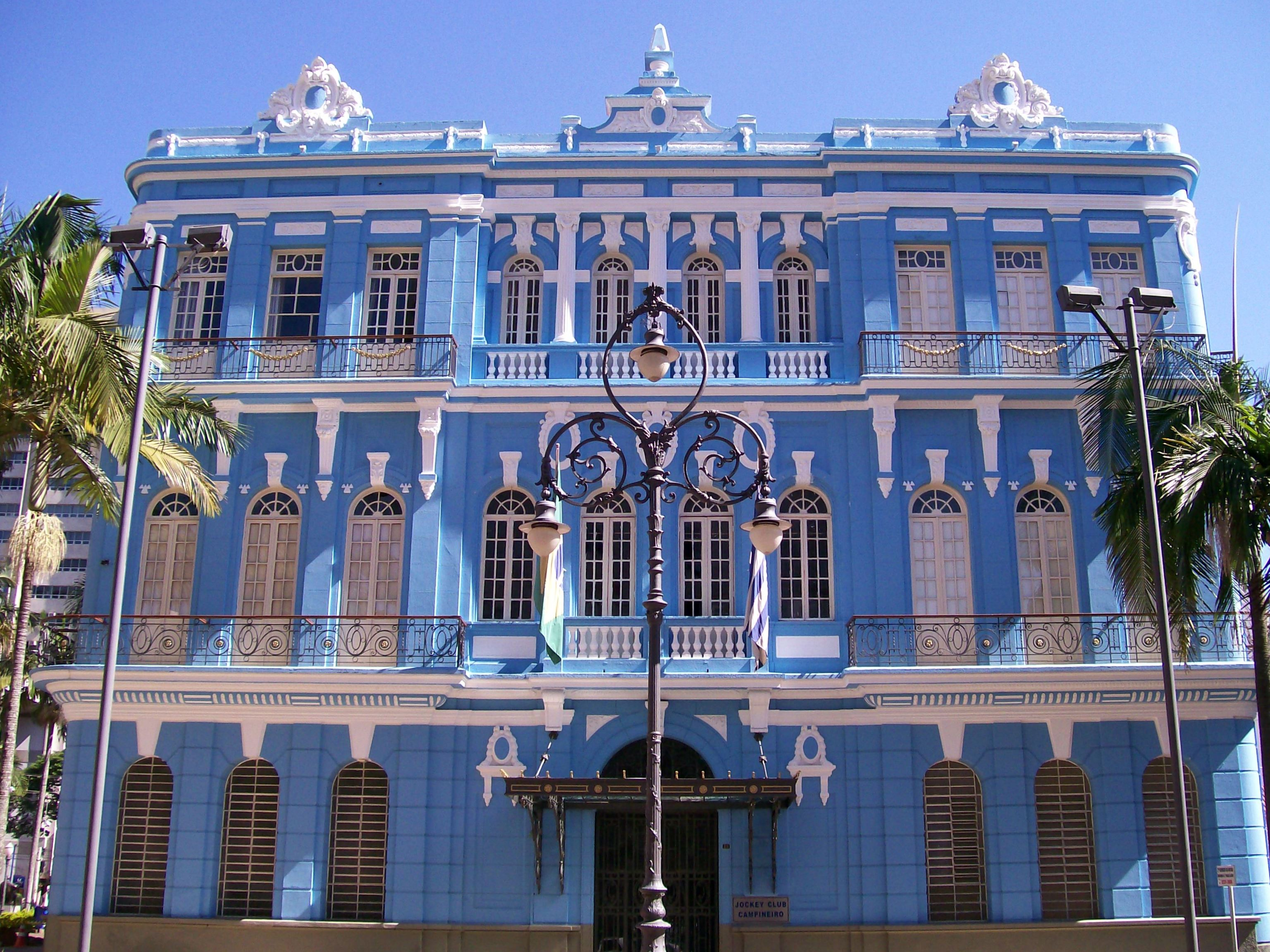
4º lugar - Jockey Club.
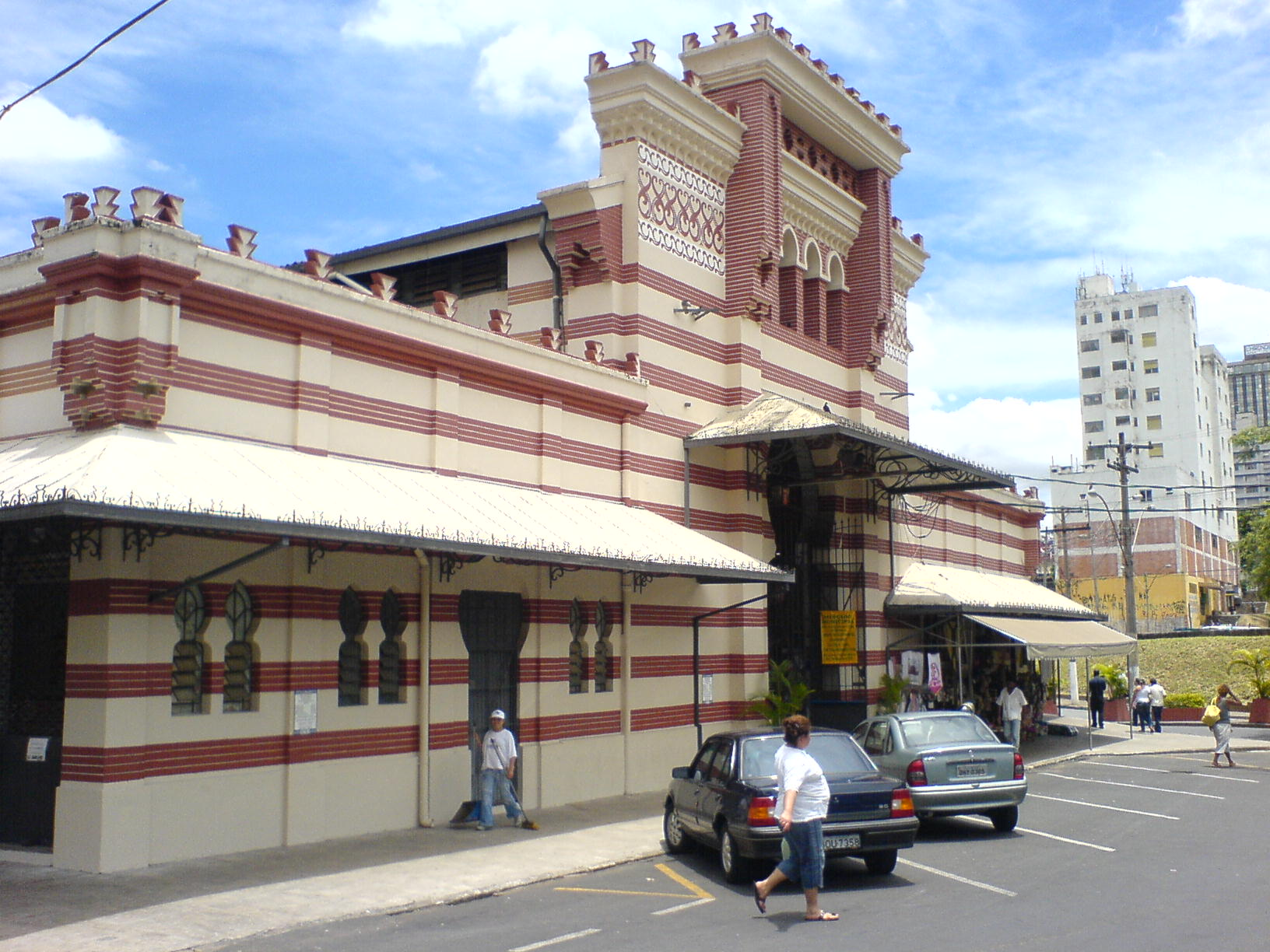
5º lugar - Mercadão.
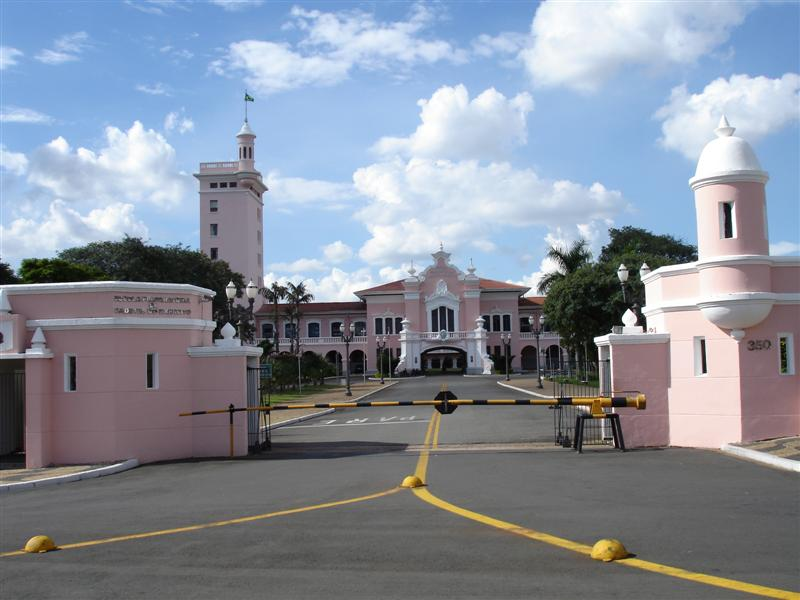
6º lugar - Escola de Cadetes.
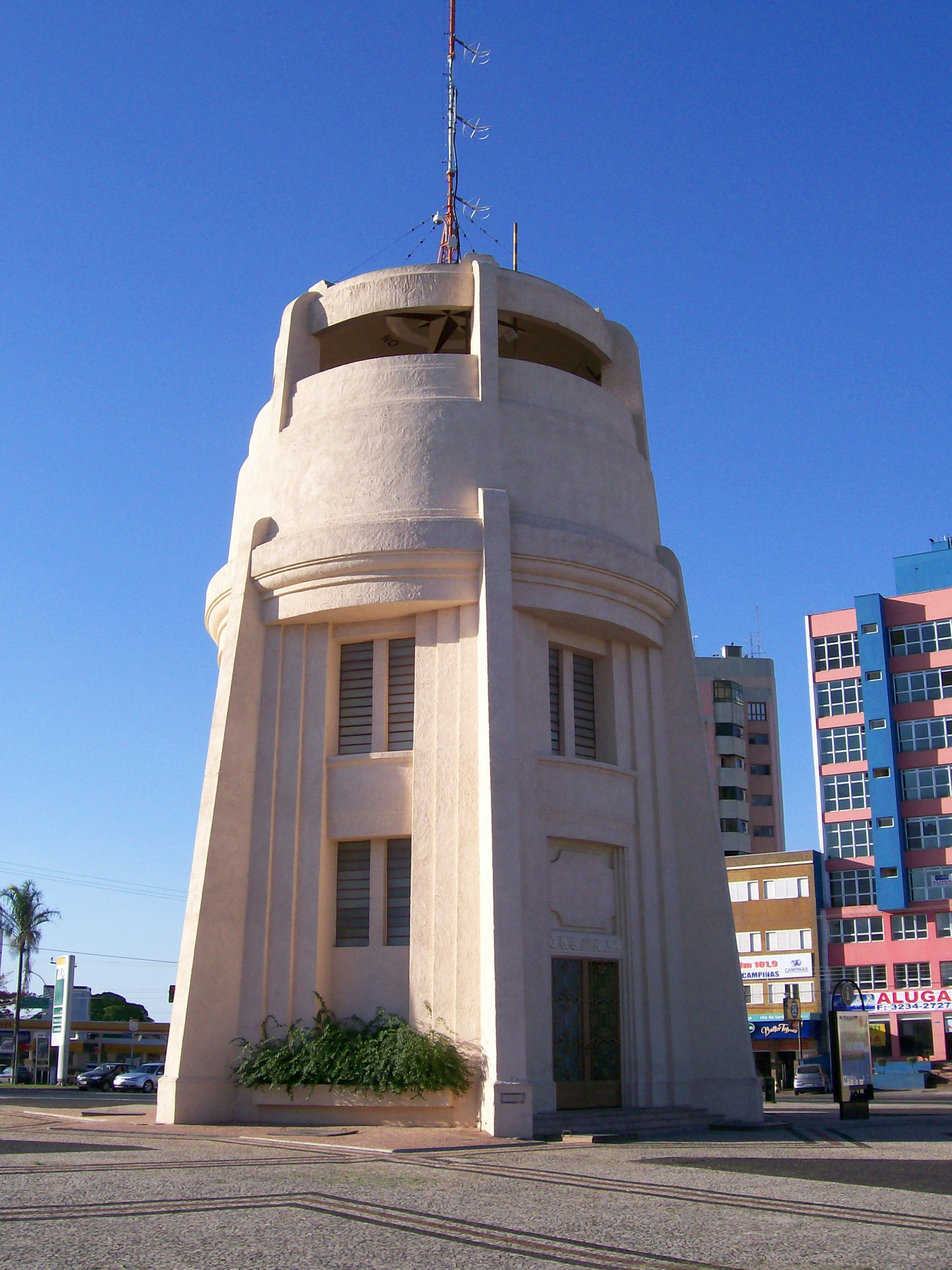
7º lugar - Torre do Castelo.

## Outros lugares
Também participaram a votação vários pontos históricos, naturais ou culturais de Campinas. Dentre eles, destacam-se: o Palácio dos Azulejos, a UNICAMP, o IAC, a Praça Carlos Gomes, a Mata de Santa Genebra, o Bosque dos Jequitibás, o distrito de Joaquim Egídio, o Complexo Ferroviário, a APA Sousas/Joaquim Egídio, o Parque Ecológico, o Rio Atibaia, o Monumento a Carlos Gomes, o Teatro de Arena do Centro de Convivência ,a Figueuira do cambuí, o Templo De A Igreja De Jesus Cristo Dos Santos Dos Últimos Dias